# Summer Glau
Summer Lyn Glau (San Antonio, Texas, 1981. július 24. –) amerikai színésznő.
Legismertebb szerepei River Tam a Firefly című sci-fi sorozatban és az azt követő, Serenity (2005) című mozifilmben. Cameron Phillips szerepében tűnt fel a Terminátor – Sarah Connor krónikái című sci-fi sorozatban.

## Fiatalkora és tanulmányai
Édesapja fővállalkozó, édesanyja, Mari tanárnőként dolgozik, két húga van, Christie és Kaitlin.
Summer ballerinának készült kislányként, 5 éves korától táncolt. Később a balettintézmény ösztöndíjas táncosa lett, magántanuló lett, az édesanyja tanította 3. osztálytól 12. osztályig, így minden szabad idejét a táncnak szentelhette. A balett mellett tanult tangót és flamencót is. Majestic Theaterben is szerepelt oly darabokban mint a Le Bourgeois Gentilhomme, The Happy Widow, Peer Gynt és Paint Your Wagon.

## Pályafutása
Egy lábsérülés következtében fel kellett függeszteni a táncot, ekkor a barátaihoz látogatott Los Angelesbe, ahol jelentkezett pár reklámfilmen forgatásra. Később Los Angelesbe költözött, táncból és színészetből szeretett volna megélni. „Klasszikus balettot táncoltam egész életemben. Ez volt a végzetem, ez volt személyem. Az emberek úgy ismertek, mint Summer, a Táncos. Azt hittem ez az amit egész életemben csinálnék.”
Az Angel című sorozat 3. évadának 13. részében való szereplésével megkezdte színésznői pályafutását 2002-ben. Több híres amerikai sorozatban feltűnt: 4400 és Döglött akták. Az Ottalvós buli (2004) című filmvígjátékban egy egyetemista lányt alakított. A Firefly című Joss Whedon által rendezett 2002-es sorozatban, majd az abból készült 2005-ös Serenity című filmben már egy valamivel komolyabb szerep várt rá, a veszélyes jelenetek 90%-át saját maga mutatta be. Az elismerés nem is maradt el, egyebek mellett egy Szaturnusz-díjat díjat is bezsebelt ezzel a szereppel.
Több kisebb szerep után ismét szerepelt a 4400-ban, ahol egy teljes évadig maradt. Nem sokkal később kérték fel Cameron Phillips megformálására a Terminátor – Sarah Connor krónikái sci-fi sorozatban. Egy a jövőből visszaküldött terminátort alakít, akit arra programoztak, hogy megvédje John Connort, aki a jövőben a gépek ellen folytatott harc vezetője lesz.

## Filmográfia

### Film

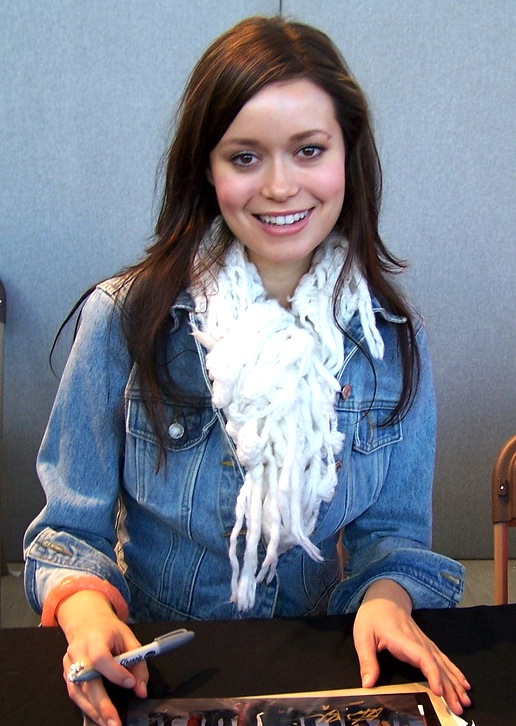
2009-ben

| Év   | Eredeti cím                 | Magyar cím                                        | Szerep                           | Magyar hang     |
| ---- | --------------------------- | ------------------------------------------------- | -------------------------------- | --------------- |
| 2004 | Ottalvós buli               | Sleepover                                         | jegyárus lány                    |                 |
| 2005 | Serenity                    | Serenity                                          | River Tam                        | Zsigmond Tamara |
| 2010 | Superman és Batman          | Superman/Batman: Apocalypse                       | Kara Zor-El / Supergirl (hangja) | Kelemen Kata    |
| 2011 | A Pokol Kapujának legendája | The Legend of Hell's Gate: An American Conspiracy | Maggie Moon                      | Molnár Ilona    |
| 2013 |                             | Inside the Box (rövidfilm)                        | Sophie                           |                 |
| 2013 |                             | Knights of Badassdom                              | Gwen                             |                 |
| 2015 |                             | Dead End (rövidfilm)                              | Franck felesége / szökevény      |                 |

### Televízió
| Év        | Eredeti cím                        | Magyar cím                              | Szerep                    | Megjegyzések                                               |
| --------- | ---------------------------------- | --------------------------------------- | ------------------------- | ---------------------------------------------------------- |
| 2002      | Angel                              | Angel                                   | Prima Ballerina           | 1 epizód                                                   |
| 2002–2003 | Firefly                            | Firefly                                 | River Tam                 | - 14 epizód - magyar hangja: - Csuja Fanni                 |
| 2003      | Döglött akták                      | Cold Case                               | Paige Pratt               | 1 epizód                                                   |
| 2004      | CSI: A helyszínelők                | CSI: Crime Scene Investigation          | Mandy Cooper              | 1 epizód                                                   |
| 2005–2007 | 4400                               | The 4400                                | Tess Doerner              | 8 epizód                                                   |
| 2006      | A mamut                            | Mammoth                                 | Jack Abernathy            | - tévéfilm - magyar hangja: - Csuha Borbála                |
| 2006      | Sarah beavatása                    | The Initiation of Sarah                 | Lindsey Goodwin           | - tévéfilm - magyar hangja: - Tompos Kátya                 |
| 2006–2007 | Az egység                          | The Unit                                | Crystal Burns             | 7 epizód                                                   |
| 2008–2009 | Terminátor – Sarah Connor krónikái | Terminator: The Sarah Connor Chronicles | Cameron Phillips          | 31 epizód                                                  |
| 2008–2009 | Terminátor – Sarah Connor krónikái | Terminator: The Sarah Connor Chronicles | Allison Young             | 2 epizód                                                   |
| 2009      | Agymenők                           | The Big Bang Theory                     | önmaga                    | 1 epizód                                                   |
| 2009–2010 | Dollhouse – A felejtés ára         | Dollhouse                               | Bennett Halverson         | 4 epizód                                                   |
| 2010      | Chuck                              | Chuck                                   | Greta                     | 1 epizód                                                   |
| 2010      | Halálos nászút                     | Deadly Honeymoon                        | Lindsey Ross Forrest      | - tévéfilm - magyar hangja: - Molnár Ilona - Pekár Adrienn |
| 2011      | A Köpeny                           | The Cape                                | Jamie Fleming / Orwell    | 10 epizód                                                  |
| 2011–2012 | Alfák                              | Alphas                                  | Skylar Adams              | 4 epizód                                                   |
| 2012      | A Grace klinika                    | Grey's Anatomy                          | Emily Kovach              | 2 epizód                                                   |
| 2012      |                                    | Scent of the Missing                    | Sedona                    | próbaepizód                                                |
| 2012      | Kobold karácsonyra                 | Help for the Holidays                   | Christine Prancer         | tévéfilm                                                   |
| 2013      | Hawaii Five-0                      | Hawaii Five-0                           | Maggie Hoapili            | 1 epizód                                                   |
| 2013      |                                    | NTSF:SD:SUV::                           | Olivia Frampton           | 1 epizód                                                   |
| 2013–2014 | A zöld íjász                       | Arrow                                   | Isabel Rochev / Ravager   | 9 epizód                                                   |
| 2014      |                                    | Peter Panzerfaust                       | Wendy (hangja)            | 1 epizód                                                   |
| 2014      |                                    | Sequestered                             | Anna Brandt               | 12 epizód                                                  |
| 2016      | Castle                             | Castle                                  | Kendall Frost             | 1 epizód                                                   |
| 2019      | Wu Wei: Az öt elem küzdelme        | Wu Assassins                            | Miss Jones (The Water Wu) | 2 epizód                                                   |